# Pseudomussaenda gossweileri
Pseudomussaenda gossweileri är en måreväxtart som beskrevs av Herbert Fuller Wernham. Pseudomussaenda gossweileri ingår i släktet Pseudomussaenda och familjen måreväxter.
Artens utbredningsområde är Angola. Inga underarter finns listade i Catalogue of Life.